# This Silence Kills
This Silence Kills ist das 2011 erschienene Debütalbum der brasilianischen Sängerin Dillon.

## Stil

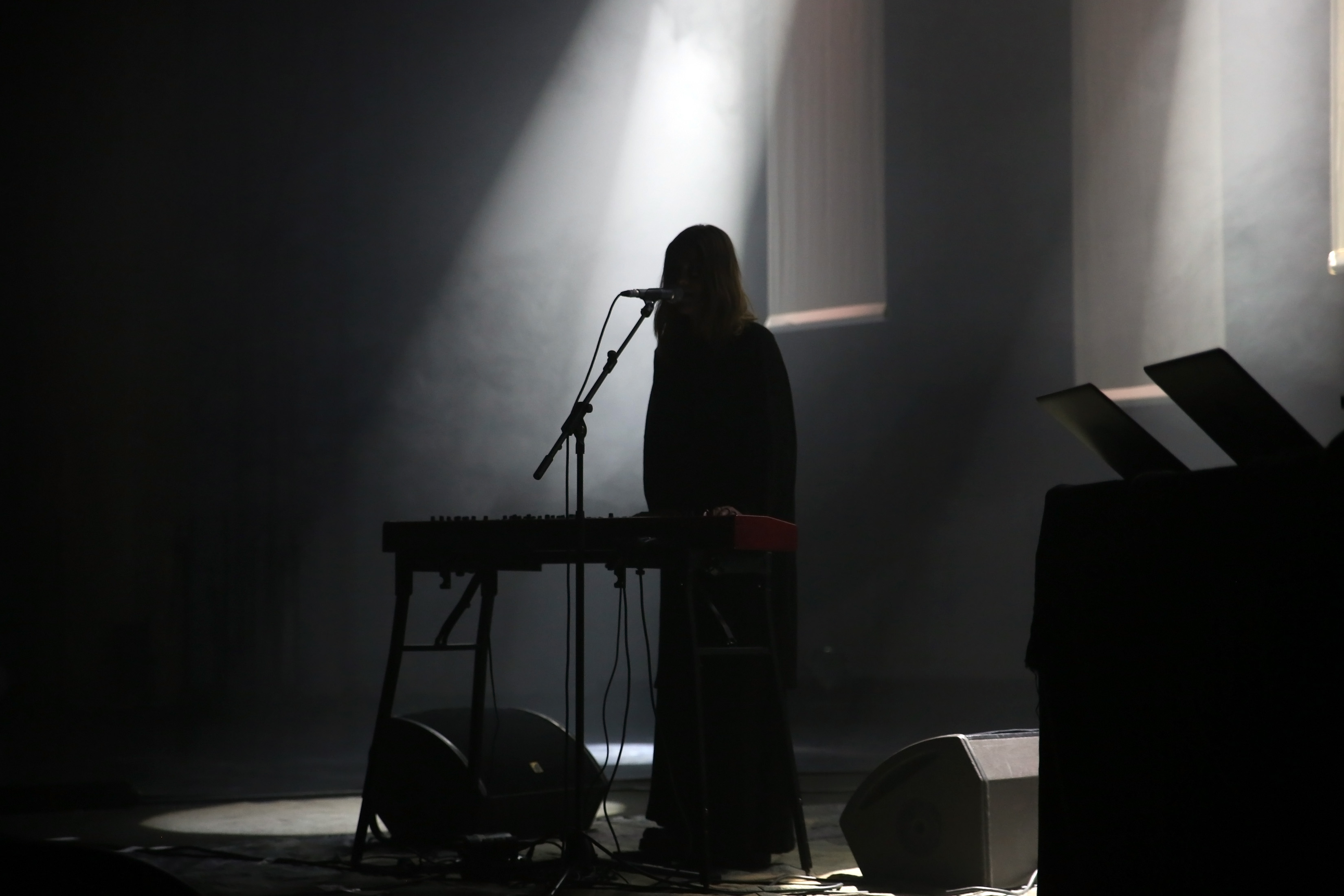
Dillon live am Waves Vienna 2012

Der Musikexpress ordnete das Album dem „Chanson-Pop“ zu und bemerkte Einflüsse aus der elektronischen Musik. Bezüglich Dillons Gesang wurden Vergleiche mit Björk gezogen.

## Rezeption
This Silence Kills wurde weitgehend positiv aufgenommen. In der Berliner Zeitung lobte auch Markus Schneider das Album. Die elektronischen Anteile von Dillons Musik bewirkten, dass sie sich von vielen anderen Songwriterinnen unterscheide, die elektronische Momente nur als Ausschmückung benutzten. Mike Diver stellte in seiner Besprechung für die BBC den leisen Gesamtklang von Dillons Musik heraus. Einzelne Augenblicke und Feinheiten stächen heraus und fesselten den Hörer.

## Titelliste
1. This Silence Kills
2. Tip Tapping
3. Thirteen Thirtyfive
4. Your Flesh Against Mine
5. You Are My Winter
6. Undying Need to Scream
7. _________________
8. From One to Six Hundred Kilometers
9. Hey Beau
10. Texture of My Blood
11. Gumache
12. Abrupt Clarity